# Circuit intégré 7405

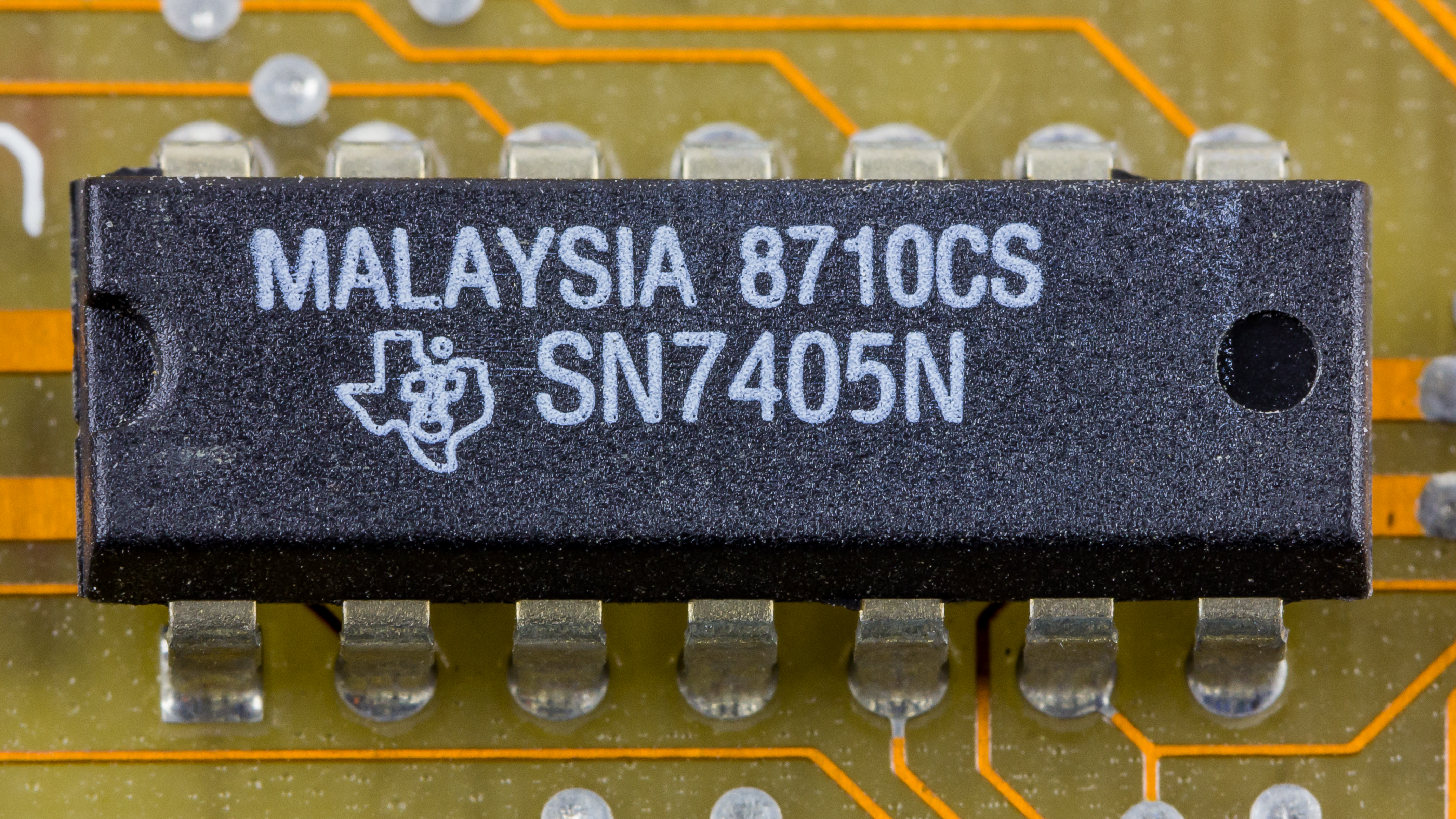
Circuit intégré 7405 (Texas Instruments SN7405N)

Die d'un 7405

Le circuit intégré 7405 fait partie de la série des circuits intégrés 7400 utilisant la technologie TTL.

Ce circuit est composé de six portes logiques indépendantes inverseuses NON possédant chacune une sortie à collecteur ouvert.